# Jaka Malešič
Jaka Malešič (13 de octubre de 1998) es un deportista esloveno que compite en remo. Ganó una medalla de bronce en el Campeonato Europeo de Remo de 2022, en la prueba de dos sin timonel ligero.

## Palmarés internacional
| Campeonato Europeo | Campeonato Europeo | Campeonato Europeo | Campeonato Europeo     |
| Año                | Lugar              | Medalla            | Prueba                 |
| ------------------ | ------------------ | ------------------ | ---------------------- |
| 2022               | Múnich (Alemania)  | Medalla de bronce  | Dos sin timonel ligero |